# Boucher-René
Ne pas confondre avec l'illustrateur de mode du milieu du XXe siècle René Bouché
Antoine René Boucher, dit Boucher-René, né à Saint-Germain-en-Laye le 13 décembre 1730 et mort à Paris le 5 janvier 1816, est un magistrat et un révolutionnaire français.

## Biographie
Fils de François René Boucher, bourgeois de Saint-Germain, et Marie Madeleine Charlotte Darnaudin, il est le frère aîné de Gilles Boucher de La Richarderie, il est procureur au Châtelet de Paris,.
Électeur en 1791, officier municipal de Paris (section du Bonnet-Rouge), il devient juge suppléant du tribunal criminel installé au Palais de justice le 17 août 1792,,, puis il exerce les fonctions de maire de Paris, par intérim, du 15 octobre au 2 décembre 1792, depuis la démission de Pétion, dont il est proche, jusqu'à l'élection de Chambon.
Le 22 novembre, il se rend, à la tête d'une députation, à la barre de la Convention nationale afin de lui expliquer que, le Conseil général de la commune étant réduit à un quart de ses membres (ce qui était inexact), il lui est impossible de remplir ses fonctions. La convention décide d'organiser des élections dans les trois jours ; le 30 novembre, Chambon, candidat des modérés, est élu maire de Paris,. Le 2 décembre, Boucher-René installe le nouveau Conseil général, mais il doit en abandonner la présidence, sous les huées de ses adversaires, avant de laisser sa place au nouveau maire.
Lors de l'insurrection royaliste du 13 vendémiaire an IV, il préside l'assemblée primaire de la section de l'Ouest. Convaincu d'avoir signé l'ordre de faire battre la générale, pour marcher contre la Convention, il est condamné à mort par contumace par une commission militaire le 24 vendémiaire,,, mais il échappe à l'exécution de ce jugement et reprend ses fonctions judiciaires.